# Caymanrenden
Caymanrenden er en oceangrav beliggende mellem Jomfruøerne og Caymanøerne i det Caribiske Hav. Graven er skabt fordi de underliggende tektoniske plader flytter sig fra hinanden. Renden strækker sig i nordnordøst fra Windward Passage ved den sydøstlige spids af Cuba ned sydsydvest til Guatemala. På det dybeste sted er renden 7.686 meter dyb – det dybeste sted i det Caribiske Hav. Renden synes at langsomt udvide sig i bredden grundet pladetektonikken på dette sted.
18°30′N 83°00′V / 18.5°N 83°V